# Кэт (фильм)
«Кэт» — российский фильм 2022 года режиссёра Бориса Акопова, по его же сценарию. Драма о московской эскортнице, дебют Анастасии Кувшиновой.
Это второй полнометражный фильм режиссёра, чей дебют «Бык» получил Гран-при на «Кинотавре» в 2019 году, режиссер подчеркнул:
Важно сказать, что для меня и «Бык», и «Кэт» — это такой диптих, двухарочная структура. Для меня эти картины срощены.

## Сюжет
«Кэт» — псевдоним молодой девушки Кати, работающей высококлассной эскортницей в Москве. Её клиенты — состоятельные люди, с которыми её сводит сутенёр Алик. Она становится матерью, забеременев от одного из клиентов, и решив оставить ребёнка. Она готова ради своего первенца на всё. Однако она задолжала Алику деньги за «декретный отпуск». А жить по-прежнему она не может.

## В ролях
- Анастасия Кувшинова — Екатерина, проститутка по прозвищу «Кэт»
- Дмитрий Карташов — Алик, сутенёр
- Егор Трухин — Максим, фотограф
- Виктория Соловьёва — «Огонёк», проститутка
- Юна Бикирева — Маша, дочка Екатерины
- Амбарцум Кабанян — Серго, приятель Алика, врач-анестезиолог
- Григорий Зельцер — Самсонов, клиент Екатерины
- Николай Шрайбер — Александр Майский, отец ребёнка Екатерины, популярный певец шансона
- Наталья Яськова — Маргарита Майская, жена и продюсер Александра
- Павел Ващилин — Сергей Тихонов, балетмейстер Большого театра
- Михаил Половенко — Зинчук, танцор балета Большого театра
- Анастасия Шевцова — Светлана, балерина Большого театра
- Григорий Багров — Глазунов, клиент Екатерины, депутат Государственной Думы
- Борис Эстрин — Яков Волокницкий, поклонник Светланы, меценат
- Марина Орёл — Сумарокова, гостья в доме Тихонова
- Даниэле Галеа — Франческо, клиент проститутки
- Сергей Двойников — Иннокентий, клиент проститутки
- Алексей Ошурков — полковник армии
- Василина Маковцева — таксистка
- Евгений Вохминцев — священник
- Шекер Ходжаева — продавец-кассир

## Фестивали
Премьера фильма состоялась 29 августа 2022 гда на 44-м Московском кинофестивале в рамках конкурсной программы «Русские премьеры», где картина была удостоена специального упоминания, фильм вошёл в лонг-лист из 50 фильмов претендентов на премию «Золотой орёл» 2022 года.

## Рецензии
- Максим Ершов — Игрушка для взрослых: «Кэт» Бориса Акопова // Искусство кино, 19 сентября 2022
- Сусанна Альперина — Фильм «Кэт» Бориса Акопова показали в конкурсе «Русские премьеры» на 44-м ММКФ // Российская газета. 30 августа 2022
- Настасья Горбачевская — Рецензия на фильм «Кэт» — тоскливую балладу об эскорте // Фильм.ру, 2 сентября 2022
- Иван Афанасьев — «Кэт»: эскортница с ребенком на руках в новом фильме режиссера нашумевшего «Быка» // 7 Дней, 13 Сентября 2022
- Елена Зархина — Вечер без любви, утро без обиды: каким получился фильм «Кэт» Бориса Акопова // Газета.ру, 15 сентября 2022
- Евгений Ткачев — Неограненный алмаз: «Кэт» — трагифарс Бориса Акопова про девушку из эскорт-услуг // Афиша.ру, 2 сентября 2022
- Ксения Реутова — «Кэт» Бориса Акопова: печально бессмысленная одиссея московской эскортницы // Кинопоиск, 30 августа 2022